# Трио Лескано
Трио Лескано (Trio Lescano) е женска вокална група в Италия с унгарско-нидерландски произход, известна през 30-те и 40-те.
Групата е съставена от 3 сестри: Александра (1910 – 1987), Джудик (1913 – 2007) и Кити (1919 – 1965). Фамилията им Лешхан става Лескано, личните им имена също се италианизират – Алесандра, Джудита и Катеринета или Катерина. Вдъхновяват се от американските Сестри Босуел (Boswell Sisters).

## История

### Начало
Трите сестри Лешхан са дъщери на Александер Лешхан – унгарски акробат, роден в Будапеща през 1877 г., и на Ева де Леууе – нидерландска еврейка оперетна певица, родена в Амстердам през 1892 г. Много техни роднини били музиканти: дядо им Давид де Леууе бил цигулар, а 3 техни чичовци били пианисти.

### Арест през 1943 г.
През 1985 г. Александа Лешхан признава в интервю, че тя и сестрите ѝ били задържани от италианската полиция поради съмнение за шпионаж през 1943 г.

## Песни
Песни на Трио Лескано
- A cuore a cuore a bocca a bocca (1938)
- Accanto al Pianoforte (1942)
- Addio tulipan (1941 – 42)
- Anna (1936)
- Arriva Tazio (1939?)
- Batticuore (1941)
- Bel moretto (1936)
- Camminando sotto la pioggia (1942)
- Das Geheimnis meiner liebe (Un segreto) (1942)
- La Canzone delle mosche (1936)
- C'è un'orchestra sincopata (1941)
- Ciribiribin (1942)
- Colei che debbo amare (1938)
- Come l'ombra (1942)
- Contemplazione (1936)
- Danza con me  (1939)
- Dove e quando (1938)
- È quel fox-trot (1938)
- Forse tu (1941?)
- Herzklopfen (=Batticuore) (1942)
- La Gelosia non è più di moda (1939)
- Il mio ritornello (1940)
- Io conosco un bar (1937)
- Non me ne importa niente (1938)
- Oh Ma Mà (1939)
- Oi Marì, oi Marì (1942)
- Piccolo naviglio (1938)
- Senti l'eco (1939)
- Senza parlar (1937)
- Topolino al mercato (1936)
- Tornerai (1937)
- Le Tristezze di San Luigi (1942)
- Tulilem blem blu (1937)
- Tulipan (1939)
- Ultimissime (1938)
- Valzer della fisarmonica (1936)

## Свързани теми
Сестри Маринети

Сестри Пупини